# Hymenophyllum brachypus
Hymenophyllum brachypus är en hinnbräkenväxtart som beskrevs av Sod. Hymenophyllum brachypus ingår i släktet Hymenophyllum och familjen Hymenophyllaceae. Inga underarter finns listade.